# Guerres samnites
Batailles
Les guerres samnites mettent aux prises deux puissances montantes de l'Italie, la République romaine, maître du Latium puis de la Campanie, et les montagnards de la confédération samnite, diverses tribus du Samnium.
La première guerre samnite est un court conflit vers 343/341 av. J.-C. qui représente le premier pas de Rome hors du Latium et la première étape de la conquête romaine de l'Italie. La deuxième guerre samnite est la plus longue et la plus difficile, s'étendant sur plus de vingt années, de 327 à 304 av. J.-C. Enfin, la troisième guerre samnite, avec une coalition de divers peuples contre Rome, s'étend entre 298 et 290 av. J.-C. pour le conflit entre Rome et les Samnites. Ces derniers sont soumis et Rome est devenue la puissance dominante en Italie.

## Les trois guerres

### La première guerre samnite (vers 343/341)
Dans la deuxième moitié du Ve siècle, des Samnites fondent un État campanien autour de Capoue, mais restent sous pression de leurs congénères des montagnes. En 354 av. J.-C., Rome ou la ligue latine conclut un traité d'amitié et d'alliance avec ces derniers.
Cependant, vers 343 av. J.-C., les Samnites des montagnes menacent les Sidicins de Teanum à la limite du Latium et de la Campanie. Les Sidicins font appel aux Campaniens de Capoue, qui se tournent vers Rome. La tradition veut qu'ils prononcent la formule du deditio, ce qui est probablement anachronique et permet de justifier l'intervention romaine : les Campaniens ayant mis corps et biens à Rome, leur État est maintenant romain et Rome s'engage à leurs côtés (et non de celui de ses anciens alliés samnites des montagnes).

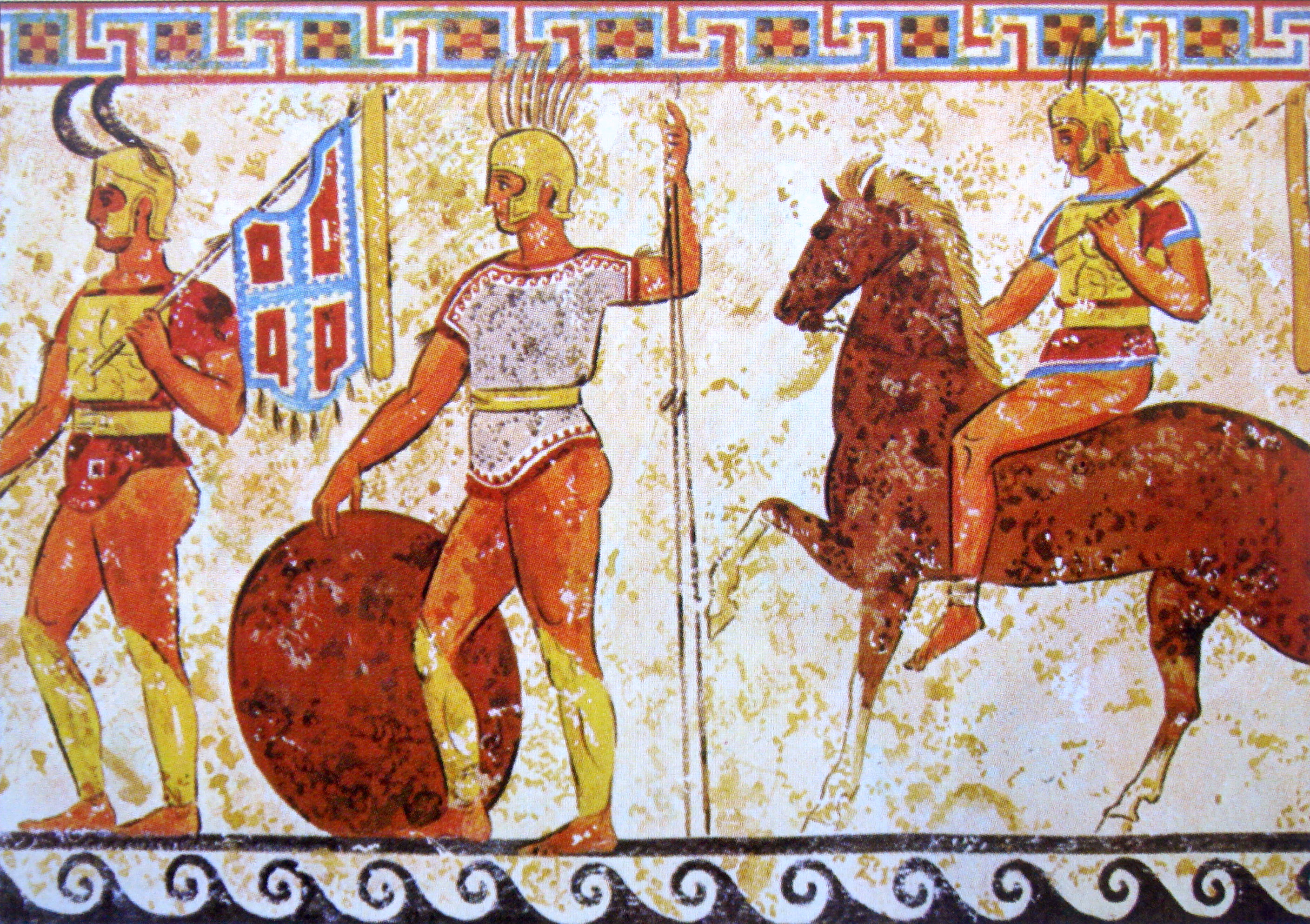
Soldats samnites, d'après une frise décorant un tombeau à Paestum en Lucanie, IVe siècle av. J.-C.

C'est la première guerre samnite. Les Romains défont le peuple montagnard en deux occasions mais ils ne profitent pas de leur avantage, obligés de se retirer à cause de la révolte de plusieurs de leurs anciens alliés latins. Rome renouvelle alors l'alliance avec les Samnites et combat à leur côté contre les Sidicins, les Campaniens et les Latins, dont l'abandon de Teanum est un coup dur pour leur économie commerciale. Ainsi s'enchaîne à la première guerre samnite la guerre latine. À nouveau alliée avec Rome, contre les Latins rejoints par les Volsques, des éléments campaniens et sidicins, la confédération samnite aide Rome à l'emporter en 338 av. J.-C.. Cependant, même si Rome lui laisse les mains libres sur tout le pays à l'est du Liris, sur des terres volsques et sidicines, il est manifeste que Rome a le plus profité de la victoire commune lors de la guerre latine.
Rome n'hésite pas à renforcer ensuite sa frontière par la déduction de colonies sur la frontière samnite, à l'instar de Calès en 335 av. J.-C., et même dans la zone d'influence laissée à ces derniers. De plus, la prédominance grandissante de Rome sur la Campanie met les deux puissances, Romaine et Samnite, au contact. Ainsi Rome cherche à compléter son dispositif de défense. Par exemple, en 328 av. J.-C., une colonie est déduite à Frégelles, pourtant sur la rive sud du Liris, dans la zone samnite.

### La deuxième guerre samnite (327 à 304)

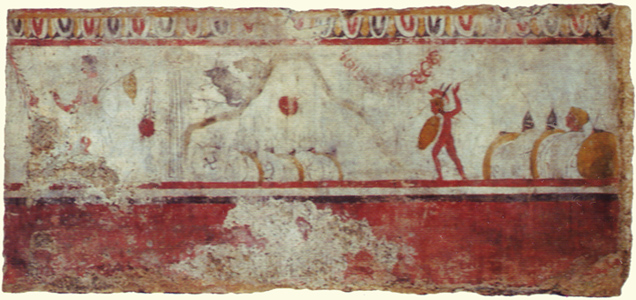
Bataille des Fourches Caudines où sont représentés des soldats samnites. Fresque lucanienne, Musée archéologique national de Paestum, vers 320 av. J.-C.

La deuxième guerre samnite commence par l’épisode de l'« affaire de Naples » en 327-326 av. J.-C., et Rome mène une stratégie de contournement en menant des opérations en Apulie sur l'appel de certaines cités contre des raids samnites, mais la première partie de la guerre se termine par le désastre romain des Fourches Caudines en 321 av. J.-C. L'armée romaine passe sous le joug et Rome doit accepter un traité de paix infamant.
La guerre reprend très rapidement, et il s'ensuit une série de victoires de part et d'autre, dont une lourde défaite romaine en 315 av. J.-C. à la bataille de Lautulae qui voit les Samnites couper la Campanie du Latium. Les Romains parviennent à reprendre le contrôle des marais pontins et de la liaison entre Capoue et Rome, mais les raids samnites se multiplient jusqu'aux portes de Rome. Cette dernière reprend le dessus vers 312 av. J.-C. Le conflit s'étend alors aux Étrusques, cependant les Romains l'emportent au Lac Vadimon en 310 av. J.-C. et cette guerre marque le début du déclin des Étrusques. Plusieurs peuples soumis ou proches se révoltent contre Rome dans les années suivantes, tels les Herniques, les Volsques, les Èques et les Marses. Rome parvient à mater les rébellions, à continuer ses opérations en Apulie où elle trouve de nouvelles cités alliées, et enfin à mener un raid audacieux et victorieux jusqu'à Bovianum en 305/304 av. J.-C.
La perte de cette capitale des Pentriens, principale tribu des Samnites, les incitent à demander la paix bien que les forces samnites soient encore nombreuses et que la guerre a essentiellement eu lieu en terres romaines. Cependant, les Samnites sont épuisés par plus de vingt années de guerre et cèdent la domination de la vallée du Liris, jusque-là partagée, et acceptent la domination romaine en Campanie et en Apulie. Les Romains profitent de la trêve pour se renforcer et la guerre reprend bientôt vers 299/298 av. J.-C. : la troisième guerre samnite.

### La troisième Guerre samnite (298 à 290)

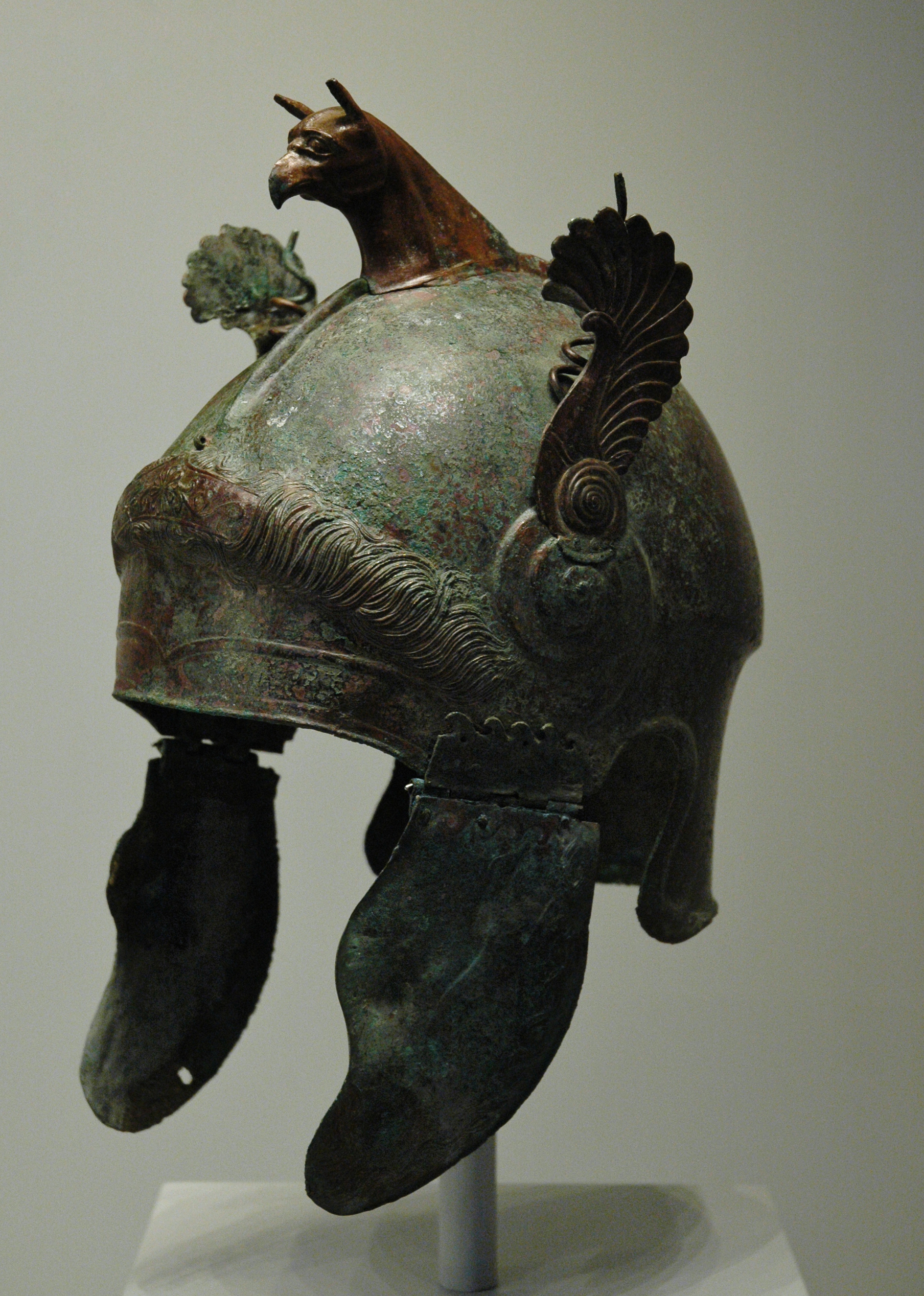
Un casque attique de cérémonie typique trouvé dans de nombreuses tombes samnites, vers 300 av. J.-C.

Ce conflit, parfois appelé « guerre italique », représente la première tentative des peuples de l'Italie centrale de s'unir contre Rome, les Samnites unissant leurs forces aux Étrusques, aux Ombriens et aux Gaulois dans le nord. Les premiers combats ont lieu dès 302 face aux Étrusques et 299 face aux Ombriens. 
En 298, les hostilités reprennent avec les Samnites. Les Romains écrasent la coalition à la bataille de Sentinum en 295. Le territoire samnite est envahi et les Romains remportent la bataille d'Aquilonia en 293, subissant entre-temps quelques revers. Les Samnites, sans doute épuisés, demandent la paix, et pour la quatrième fois, le traité de 354 est renouvelé. Sous l'apparence d'un simple rétablissement de relations antérieures, les Samnites perdent une partie de leur territoire, acceptent de déplacer la frontière sur la haute vallée de la Vulturne, plus au sud-est que la Liris, et doivent surtout fournir des troupes à Rome en tant qu'alliés ainsi que des subsides. Les Samnites deviennent en réalité de « véritables sujets forcés d'obéir en tout à Rome ».